# Ginnastica ai Giochi della XVI Olimpiade - Volteggio maschile
La competizione del volteggio maschile di Ginnastica artistica dei Giochi della XVI Olimpiade si è svolta al West Melbourne Stadium di Melbourne dal 3 al 7  dicembre 1956.

## Risultati
| Pos.   | Atleta             | Nazione          | Obbligatori | Liberi | Totale |
| ------ | ------------------ | ---------------- | ----------- | ------ | ------ |
| Oro    | Valentin Muratov   | Unione Sovietica | 9,40        | 9,45   | 18,85  |
| Oro    | Helmut Bantz       | Germania         | 9,40        | 9,45   | 18,85  |
| Bronzo | Jurij Titov        | Unione Sovietica | 9,35        | 9,40   | 18,75  |
| 4      | Boris Šachlin      | Unione Sovietica | 9,35        | 9,35   | 18,70  |
| 4      | Theo Wied          | Germania         | 9,30        | 9,40   | 18,70  |
| 6      | Masao Takemoto     | Giappone         | 9,20        | 9,45   | 18,65  |
| 7      | Jakob Kiefer       | Germania         | 9,30        | 9,30   | 18,60  |
| 7      | Robert Klein       | Germania         | 9,30        | 9,30   | 18,60  |
| 7      | Viktor Čukarin     | Unione Sovietica | 9,25        | 9,35   | 18,60  |
| 7      | Jack Beckner       | Stati Uniti      | 9,25        | 9,35   | 18,60  |
| 11     | Martti Mansikka    | Finlandia        | 9,20        | 9,35   | 18,55  |
| 11     | Al'bert Azarjan    | Unione Sovietica | 9,15        | 9,40   | 18,55  |
| 11     | Kalevi Suoniemi    | Finlandia        | 9,15        | 9,40   | 18,55  |
| 11     | Vladimír Kejř      | Cecoslovacchia   | 9,10        | 9,45   | 18,55  |
| 11     | Attila Takács      | Ungheria         | 9,00        | 9,55   | 18,55  |
| 16     | Takashi Ono        | Giappone         | 9,20        | 9,30   | 18,50  |
| 16     | Erich Wied         | Germania         | 9,20        | 9,30   | 18,50  |
| 16     | William Thoresson  | Svezia           | 9,20        | 9,30   | 18,50  |
| 19     | Kurt Wigartz       | Svezia           | 9,25        | 9,20   | 18,45  |
| 19     | Shinsaku Tsukawaki | Giappone         | 9,20        | 9,25   | 18,45  |
| 19     | Josef Škvor        | Cecoslovacchia   | 9,20        | 9,25   | 18,45  |
| 19     | Charles Simms      | Stati Uniti      | 9,15        | 9,30   | 18,45  |
| 23     | Ferdinand Daniš    | Cecoslovacchia   | 9,30        | 9,10   | 18,40  |
| 23     | Jaroslav Mikoška   | Cecoslovacchia   | 9,20        | 9,20   | 18,40  |
| 23     | Olavi Leimuvirta   | Finlandia        | 9,10        | 9,30   | 18,40  |
| 23     | Armando Vega       | Stati Uniti      | 9,10        | 9,30   | 18,40  |
| 23     | Joseph Stoffel     | Lussemburgo      | 9,00        | 9,40   | 18,40  |
| 28     | Bruce Sharp        | Australia        | 9,25        | 9,10   | 18,35  |
| 28     | Stoyan Stoyanov    | Bulgaria         | 9,15        | 9,20   | 18,35  |
| 28     | Pavel Stolbov      | Unione Sovietica | 9,10        | 9,25   | 18,35  |
| 28     | Bill Tom           | Stati Uniti      | 9,10        | 9,25   | 18,35  |
| 28     | Mincho Todorov     | Bulgaria         | 9,05        | 9,30   | 18,35  |
| 33     | Masami Kubota      | Giappone         | 9,25        | 9,05   | 18,30  |
| 33     | Hans Pfann         | Germania         | 9,05        | 9,25   | 18,30  |
| 33     | Akira Kono         | Giappone         | 9,00        | 9,30   | 18,30  |
| 36     | Velik Kapsazov     | Bulgaria         | 9,10        | 9,15   | 18,25  |
| 36     | Onni Lappalainen   | Finlandia        | 9,00        | 9,25   | 18,25  |
| 36     | Raymond Dot        | Francia          | 8,90        | 9,35   | 18,25  |
| 39     | János Héder        | Ungheria         | 9,20        | 9,00   | 18,20  |
| 39     | Zdeněk Růžička     | Cecoslovacchia   | 9,10        | 9,10   | 18,20  |
| 41     | Nobuyuki Aihara    | Giappone         | 9,20        | 8,90   | 18,10  |
| 41     | Raimo Heinonen     | Finlandia        | 9,05        | 9,05   | 18,10  |
| 43     | David Gourlay      | Australia        | 9,00        | 9,05   | 18,05  |
| 43     | Ed Gagnier         | Canada           | 9,00        | 9,05   | 18,05  |
| 43     | Dick Beckner       | Stati Uniti      | 8,85        | 9,20   | 18,05  |
| 46     | Jaroslav Bím       | Cecoslovacchia   | 9,00        | 9,00   | 18,00  |
| 47     | Brian Blackburn    | Australia        | 9,00        | 8,95   | 17,95  |
| 47     | Johann Sauter      | Austria          | 9,00        | 8,95   | 17,95  |
| 47     | Abie Grossfeld     | Stati Uniti      | 8,85        | 9,10   | 17,95  |
| 50     | Noel Punton        | Australia        | 9,05        | 8,85   | 17,90  |
| 50     | Michel Mathiot     | Francia          | 9,00        | 8,90   | 17,90  |
| 50     | Ronnie Lombard     | Sudafrica        | 9,00        | 8,90   | 17,90  |
| 50     | Berndt Lindfors    | Finlandia        | 8,80        | 9,10   | 17,90  |
| 50     | Jean Guillou       | Francia          | 8,80        | 9,10   | 17,90  |
| 55     | Rafael Lecuona     | Cuba             | 8,95        | 8,90   | 17,85  |
| 56     | Graham Bond        | Australia        | 9,00        | 8,80   | 17,80  |
| 57     | Frank Turner       | Gran Bretagna    | 8,90        | 8,70   | 17,60  |
| 58     | Nik Stuart         | Gran Bretagna    | 8,65        | 8,90   | 17,55  |
| 59     | Jack Wells         | Sudafrica        | 8,60        | 8,85   | 17,45  |
| 60     | Sham Lal           | India            | 8,35        | 8,15   | 16,50  |
| 61     | John Lees          | Australia        | 7,50        | 8,90   | 16,40  |
| 62     | Pritam Singh       | India            | 8,15        | 8,05   | 16,20  |
| 63     | Anant Ram          | India            | 8,45        | 7,20   | 15,65  |